# Passalora mikaniigena
Passalora mikaniigena är en svampart som beskrevs av U. Braun & Crous 2003. Passalora mikaniigena ingår i släktet Passalora och familjen Mycosphaerellaceae.   Inga underarter finns listade i Catalogue of Life.